# Bernhard Casper Kamphǿvener

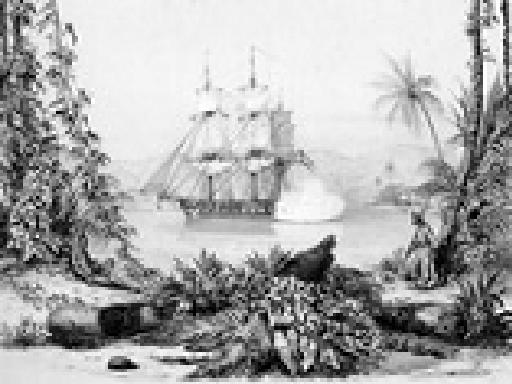
Fartyget Galathea vid Nicobaröarna 1846

Bernhard Casper Kamphǿvener, född 10 maj 1813 i Køge, död 20 juli 1846 i samma stad, var en dansk botaniker, dendrolog och upptäcktsresande. Kamphǿvener deltog i den första danska världsomseglingen åren 1845-1847 men lämnade expeditionen redan 1846.

## Biografi
Bernhard Casper Kamphǿvener föddes 1813 i Køge på Själland som son till familjen Bendix Kamphǿvener (1763-1846) och dennes fru Catharine Vincentine Kølpin (1754-1809). Från början studerade han till apotekare i hemstaden och senare i Viborg innan han 1831 flyttade till Köpenhamn för att där studera botanik. Där blev han senare docent i skogsbotanik och gjorde forskningsresor i Danmark och Skandinavien. Kamphǿvener drabbades senare av tuberkulos varför han tillbringade en tid i Sydeuropa. Vid hemkomsten 1845 publicerade han boken ”Fortegnelse over de træer og buske i det forstbotaniske anlæg i Charlottenlund, som ere forsynede med navne” och senare samma år värvades han till Galatheas forskningsexpedition.
Den 24 juni 1845 lämnade korvetten Galathea hamnen i Köpenhamn med kurs mot Madeira dit man anlände den 21 juli. Under vistelsen insamlade Kamphǿvener cirka 400 specimen, mossor och phaneogam, den 27 juli lämnade expeditionen ön. Det mesta av materialet förvaras på  Botaniska trädgårdens arkiv och delar har även digitaliserats.
Under vistelsen bland Nikobarerna hamnade han i dispyt med expeditionens tecknare Johan Christian Thornam som den 5 februari 1846 utmynnade i en duell.
När Galathea anlände till Pulo Penang den 7 mars 1846 lämnade Kamphǿvener expeditionen på grund av missnöje och tilltagande sjukdom för att återvända hem. Hans arbetsuppgifter övertogs då av Ferdinand Didrichsen.
Den 26 juni anlände Kamphǿvener i Køge där han avled cirka 3 veckor senare den 20 juli.